# Timbaland
Timothy Z. Mosley, művésznevén Timbaland (Norfolk, Virginia, 1972. március 10. –) négyszeres Grammy-díjas amerikai dalszerző, rapper, zenei producer és szövegíró. Stílusát egyértelműen befolyásolja az R&B, a dance és a hiphop, de a pop műfajában is jeleskedik. Társával, Magoo-val alkotják az Amerikában híres hiphopduót, a Timbaland & Magoo-t.
Timbalandet olyan producerekhez hasonlítják, mint Brian Eno, Phil Spector vagy Norman Whitfield. A zenében kialakított magának egy azonnal felismerhető stílust. Az általa szerzett dalokat szokatlan elrendezések, hangzások és hangszerelések jellemzik. A ritmusai egyben saját védjegyei is. Mint Spectornál és Whitfieldnél, Timbaland alkotásait is néha beárnyékolják az éppen aktuális év fő zenei vonalai. Sok sikeres dalt szerzett többek közt Steve „Static” Garrett-tel és gyerekkori barátjával, Missy Elliott-tal. Timbaland és Missy Elliott voltak a fő dalszerzői és producerei Aaliyah nagy sikerű One in a Million című albumának, ez tette őket igazán ismertté. Munkásságát a kritika is elismerte, huszonkét Grammy-jelöléssel és négy díjjal rendelkezik.
Manapság főként Brandyvel, Nelly Furtadóval, Justin Timberlake-kel, a The Pussycat Dollsszal, Ludacrisszel és Jay-Z-vel dolgozik együtt.

## Diszkográfia

### Szólóalbumok
| Albumborító | Albuminformáció |
| ----------- | --- |
|             | Tim's Bio: Life from da Bassment - Megjelent: 1998. november 24. - Listapozíciók: Billboard 200: #41 - Kislemezek: Here We Come |
|             | Timbaland Presents Shock Value - Megjelent: 2007. április 3. - Listapozíciók: Billboard 200: #5 - UK: #2 - Kislemezek: Give It to Me, Throw It On Me, The Way I Are, Apologize, Scream - Az USA-ban platinalemez - Összes eladás: 4,8 millió |
|             | Timbaland Presents Shock Value II - Megjelent: 2009. december 4. - Listapozíciók: US Billboard 200. #149 - UK: #1 - Kislemezek: - Összes eladás:                                                                                             |

### Timbaland & Magoo-albumok
| Albumborító | Albuminformáció |
| ----------- | --- |
|             | Welcome to Our World - Megjelent: 1997. október 28. - Listapozíciók: Billboard 200: #33 - RIAA minősítés: 1x Platinum - Kislemezek: Up Jumps Da' Boogie, Luv 2 Luv U (Remix), Clock Strikes (Remix) |
|             | Indecent Proposal - Megjelenés: 2001. november 20. - Listapozíciók: Billboard 200: #29 - Kislemezek: Drop, All Y'all                                                                                |
|             | Under Construction Part 2 - Megjelenés: 2003. november 18. - Kislemezek: Cop That Shit, Indian Flute                                                                                                |

### Kislemezek
| Év   | Dal                                                            | Billboard Hot 100 | Hot R&B/Hip-Hop Songs | Hot Rap Tracks | UK Kislemez Lista | Album                            |
| ---- | -------------------------------------------------------------- | ----------------- | --------------------- | -------------- | ----------------- | -------------------------------- |
| 1997 | Up Jumps Da' Boogie (featuring Missy Elliott and Aaliyah)      | 12                | 4                     | 1              | -                 | Welcome to Our World             |
| 1998 | Luv 2 Luv U (Remix) (featuring Shaunta and Playa)              | -                 | -                     | -              | -                 | Welcome To Our World             |
| 1998 | Clock Strikes (Remix) (featuring Skillz)                       | 37                | 24                    | 8              | -                 | Welcome to Our World             |
| 1998 | Here We Come (featuring Magoo, Missy Elliott & Darryl Pearson) | 92                | 54                    | -              | -                 | Tim's Bio: Life from da Bassment |
| 2001 | Drop (featuring Fatman Scoop)                                  | -                 | -                     | -              | -                 | Indecent Proposal                |
| 2001 | All Y'all (featuring Tweet & Sebastian)                        | -                 | -                     | -              | -                 | Indecent Proposal                |
| 2001 | We Need a Resolution (Aaliyah featuring Timbaland)             | 59                | 15                    | -              | 20                | Aaliyah                          |
| 2001 | Ugly (Bubba Sparxxx featuring Timbaland)                       | 15                | -                     | -              | 7                 | Dark Days, Bright Nights         |
| 2003 | Cop That Shit (featuring Missy Elliott)                        | 95                | -                     | -              | -                 | Under Construction, Part II      |
| 2003 | Indian Flute (featuring Sebastian & Raje Shwari)               | -                 | 74                    | -              | -                 | Under Construction, Part II      |
| 2006 | Promiscuous (Nelly Furtado featuring Timbaland)                | 1                 | 22                    | -              | 3                 | Loose                            |
| 2006 | Wait a Minute (The Pussycat Dolls featuring Timbaland)         | 28                | -                     | -              | 60                | PCD                              |
| 2007 | Give It to Me (featuring Nelly Furtado and Justin Timberlake)  | 1                 | 38                    | -              | 1                 | Timbaland Presents Shock Value   |
| 2007 | Anonymous (Bobby Valentino featuring Timbaland)                | 52                | 25                    | -              | -                 | Special Occasion                 |
| 2007 | The Way I Are (featuring Keri Hilson)                          | -                 | -                     | -              | 1                 | Timbaland Presents Shock Value   |
| 2007 | Throw It On Me (featuring The Hives)                           | -                 | -                     | -              | -                 | Timbaland Presents Shock Value   |
| 2007 | Apologize (featuring One Republic)                             | -                 | -                     | -              | 3                 | Timbaland Presents Shock Value   |
| 2008 | Scream (featuring Nicole Scherzinger and Keri Hilson)          | -                 | -                     | -              | -                 | Timbaland Presents Shock Value   |